# Alidad Saveh Shemshaki
Alidad Saveh Shemshaki (persa عليداد ساوهشمشكي;  23. Julio de 1972 en Teherán) es un esquiador olímpico iraní . En el Esquí Alpino, participó en los Juegos Olímpicos de 2006 , así como en el Campeonato del mundo de 2009 . En Esquí sobre Grama estuvo en los primeros tres Campeonatos del mundo y logró un Podio en la Copa del mundo.

## Carrera
Saveh Shemshaki comenzó en 1995 en carreras FIS de esquí alpino. Predominantemente participó en competiciones en Irán y Turquía, así como en el este de Asia (Corea del Sur, Japón y China), alcanzando nueve podios en 2005. En 1996 y 2001, también comenzó en las carreras de FIS en Italia, pero solo pudo clasificarlo entre los tres últimos. En febrero de 2006, Saveh Shemshaki participó junto al esquiador de fondo Seyed Mojtaba Mirhashemi como uno de los dos atletas de Irán en los Juegos Olímpicos de invierno en Turín. Con un intervalo de menos de 30 segundos, llegó al puesto 36 en el slalom gigante y al 41.er lugar en el slalom. Cinco semanas después de los Juegos Olímpicos, el iraní ganó su primera carrera del FIS, el slalom de Schemschak. En los próximos tres años, ganó otras cinco carreras FIS y en 2007 se convirtió en campeón iraní en slalom. El próximo gran evento de Saveh Shemshaki fue el Campeonato Mundial de Esquí de 2009 en Val d'Isere. Como corredor no establecido, tuvo que participar en la carrera clasificatoria. En slalom, terminó en el lugar 45, pero solo a los primeros 25 se les permitió competir además de los 50 titulares fijos en las finales de slalom. En la calificación de slalom gigante fue descalificado en la primera ronda. Al final de la temporada 2009/2010, Saveh Shemshaki participó en las carreras de FIS pero no logró más victorias.